# 邓傥故居
邓傥故居，位于中国广东省肇庆市怀集县中洲镇中心村，为怀集县的一个县级文物保护单位，类型为古建筑，公布时间为2004年。
邓傥故居的历史年代为清代。